# Juan Troglita
Juan Troglita (en latín: Ioannes Troglita, en griego: Ἰωάννης Τρωγλίτης) fue un general del Imperio Bizantino en el s.VI. Participó en la guerra vándala y sirvió en el norte de África como gobernador militar regional durante los años 533–538, antes de ser enviado al este a las guerras con el Persas sasánidas. Como dux Mesopotamiae, Troglita se distinguió en varias batallas en nombre del emperador bizantino, Justiniano I (r. 527– 565). En el verano de 546, Justiniano eligió a Juan Troglita para asumir el mando general de las fuerzas bizantinas en África, donde una sucesión de revueltas de las tribus indígenas moras y dentro del propio ejército imperial había reducido seriamente la posición bizantina. Troglita aseguró rápidamente una victoria inicial en el invierno de 546/547 contra los moros de Bizacena, pero fue derrotado en el verano de 547 por las tribus de Tripolitania, y África volvió a estar abierta a incursiones destructivas. Troglita reorganizó su ejército y aseguró la ayuda de algunos líderes tribales, y enfrentó y derrotó decisivamente a la coalición tribal en los Campos de Cato en el verano de 548. Esta victoria significó el final de la revuelta morisca y supuso una era de paz para África. Troglita también estuvo involucrado en la Guerra Gótica, enviando dos veces algunas de sus tropas a Italia para ayudar contra los Ostrogodos.
Las hazañas de Juan Troglita, especialmente contra los moros en África, son el tema del último Latín poema épico de la Antigüedad, el Iohannis, seu de Bellis Libycis  ("Cuento de Juan, o Sobre la Guerra de Libia") de Flavio Cresconio Coripo, que es la principal fuente sobre su vida.

## Orígenes
Los orígenes exactos de Juan Troglita no están claros. Puede haber nacido en Tracia, pero su peculiar apellido podría indicar su procedencia de Trogilos (griego: Τρώγιλος) en Macedonia. Según la información proporcionada por el historiador del siglo VI Procopio de Cesarea y el panegirista de Troglita Flavio Cresconio Coripo, era hijo de un tal Evanthes , y tenía al menos un hermano llamado Pappus. El propio Troglita se casó con una "hija de un rey", probablemente un jefe bárbaro, y tuvo un hijo, Peter.

## Carrera temprana en África y Oriente
Juan Troglita se menciona por primera vez por haber participado en la guerra vándala (533–534) bajo Belisario, y puede ser identificable con otro Juan, que comandaba una unidad de foederati. en las batallas de Ad Decimum y Tricamerón. Troglita permaneció en la provincia de África después de la partida de Belisario en 534, y participó en las expediciones de Salomón contra los Moros en 534–535. En ese momento, probablemente era el gobernador militar local (dux) en Bizacena o, más probablemente, Tripolitania, ya que se le menciona como líder de expediciones exitosas contra los Laguatan. Troglita también luchó contra el ejército amotinado bajo el mando del renegado Stotzas, participando en la primera victoria bajo Belisario en Membresa en 536, y luego, bajo Germán, el sucesor de Salomón (Germán (primo de Justiniano I)), en la batalla decisiva en Scalas Veteres en la primavera de 537. En esta batalla, fue uno de los comandantes de la caballería en el ala derecha del ejército bizantino, que según el historiador Procopio fue derrotado y expulsado por los hombres de Stotzas, perdiendo sus estandartes en el proceso. Sin embargo, la batalla resultó en una victoria imperial. En 538, Troglita se destacó en la Batalla de Autenti, probablemente en Bizacena.
En algún momento después de 538, Troglita fue enviado a la frontera oriental, donde en 541 fue nombrado dux Mesopotamiae, uno de los mandos militares más importantes de la región. Desde este puesto, arrestó a un miembro de la embajada enviada por el rey ostrogodo Witiges a los persas para incitarlos a atacar Bizancio. Cuando estalló la guerra, según Corippus Juan obtuvo una serie de éxitos contra el ejército persa: derrotó al general Nabedes cerca de Nisibis, dirigió a su ejército en un exitoso ataque nocturno contra la fuerza persa que asediaba [[ Theodosiopolis (Theodosiopolis (Osroene))], y luego derrotó a otro ejército persa que sitiaba Dara, capturando a su general, Mihr-Mihroe. Procopio, sin embargo, da un relato diferente de la primera batalla, indicando que Troglita tuvo que ser salvada de un repentino ataque persa por parte de Belisario, y no menciona los otros dos incidentes en absoluto. Sin embargo, Corippus sostiene que Juan fue felicitado por su desempeño por Urbicio, uno de los asesores del emperador Justiniano que había sido enviado a supervisar la guerra.

## Alto mando en África
Durante la ausencia de Troglita de África, la situación había sido turbulenta. Germán había permanecido en la provincia hasta 539 y logró restaurar la disciplina en el ejército y pacificar los territorios centrales de África Proconsularis y Bizacena. Fue sucedido por Salomón, quien comenzó su segundo mandato con gran éxito, derrotando a los moros de las Montañas Aurès y estableciendo el control sobre Numidia y Mauritania Sitifense. Sin embargo, la revuelta mora estalló de nuevo en 543, y Salomón murió en la Batalla de Cillium en 544. Su sucesor, su sobrino Sergio, era incompetente. Fue derrotado por los moros, llamado y reemplazado por el senador Areobindus (Areobindus (muerto en 546)), quien fue asesinado en la primavera de 546 en otra revuelta militar dirigida por el general Guntharic (Guntarith). Este último tenía la intención de declararse independiente de Constantinopla, pero pronto fue asesinado por los armenios Artabanes. La necesidad de un líder nuevo y capaz en África era evidente para Constantinopla. Después de que se firmó una tregua con Persia en 546, el emperador Justiniano, tal vez, como implica Coripo, siguiendo el consejo de Urbicio, llamó a Troglita del Este. Después de pedirle un informe sobre la situación allí en Constantinopla, el Emperador lo colocó al frente de un nuevo ejército y lo envió a África como el nuevo magister militum per Africam a fines del verano de 546.

### Represión de la revuelta morisca

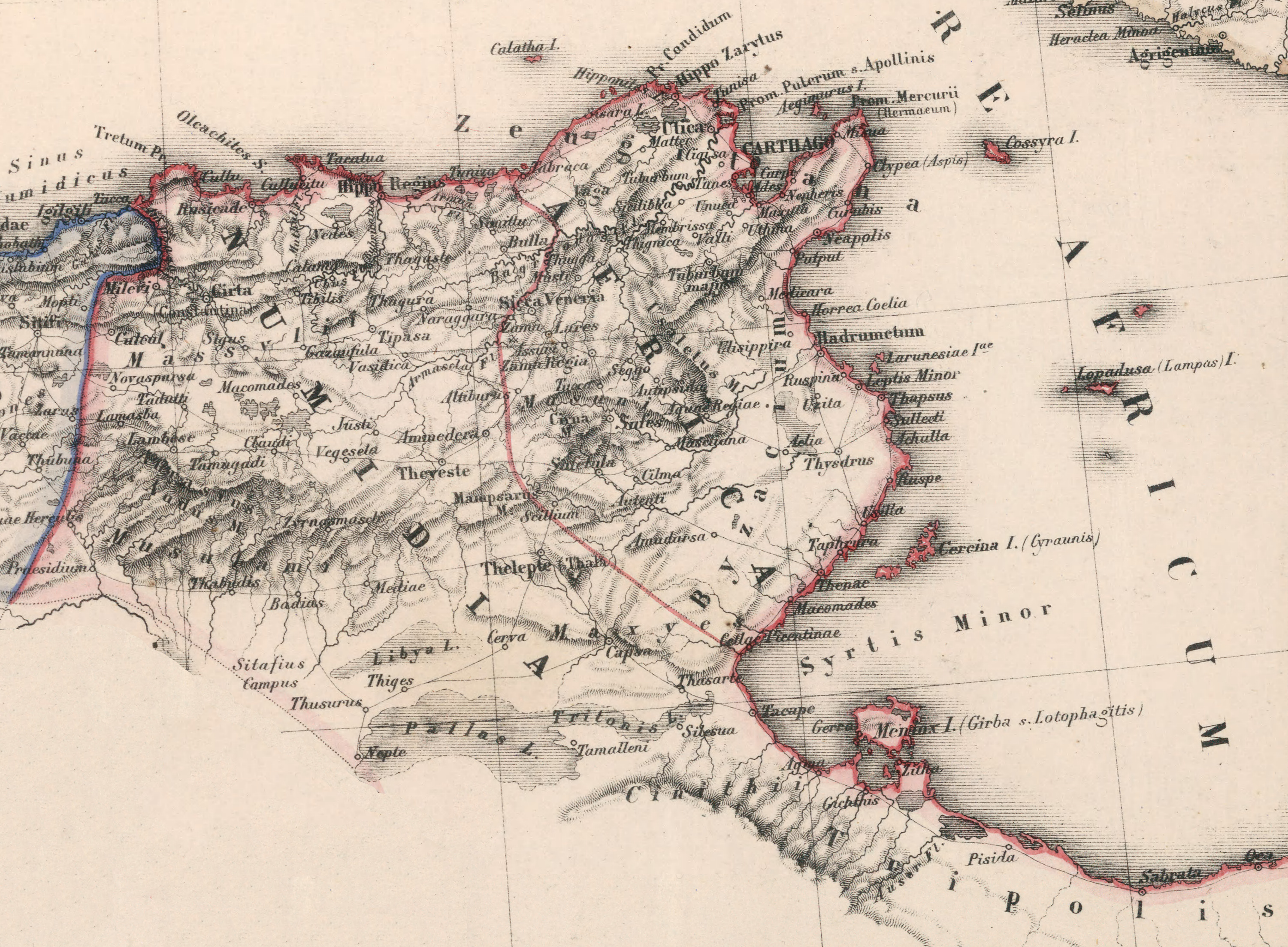
África romana, con las provincias de Bizacena, Zeugitana y Numidia.

A finales de 546, cuando Juan Troglita llegó a Cartago, la situación era grave: las tropas imperiales, bajo el mando de Marcencio el "dux" de Bizacena y Gregorio el Armenio en Cartago, eran pocas y estaban desmoralizadas. Resistieron en las ciudades costeras, bloqueadas por los moros de Bizacena bajo el mando de su cacique Antalas, mientras que las tribus Laguatan y Austurae de Tripolitania atacaban Bizacena con impunidad. Los esfuerzos diplomáticos, sin embargo, aseguraron la lealtad de los líderes moros Cutzinas e Ifisdaias, quienes se unieron al ejército imperial con varios miles de sus hombres. Además, los miembros de la tribu de las montañas Aurés bajo Iaudas se retiraron a Numidia al enterarse de la llegada de Troglita y siguieron un curso de neutralidad armada.

### Derrota de Antalas
A su llegada a Cartago, Troglita reorganizó sus tropas, reforzando las fuerzas locales con los veteranos que había traído consigo, en su mayoría arqueros a caballo y catafractos, y marchó al encuentro de los rebeldes. En Antonia Castra se presentaron emisarios de Antalas, pero Troglita rechazó sus términos y los encarceló. El ejército bizantino entró en Bizacena, alivió las ciudades sitiadas y se unió a Marcencio. Los moros, tomados por sorpresa por el veloz avance del ejército imperial, se retiraron de nuevo al interior montañoso y boscoso, donde reunieron sus fuerzas bajo el liderazgo de Ierna de los Laguatan y Antalas. Corippus sugiere que esperaban que Troglita no mantuviera su persecución en medio del invierno y que tendrían ventaja sobre el ejército imperial en este terreno. Troglita acampó cerca de las posiciones moras y envió a un enviado, Amantius, para traer a Antalas sus condiciones: el general ofreció amnistía a cambio de someterse nuevamente a la autoridad imperial.
Corippus narra la batalla subsiguiente extensamente, pero su imitación del Virgilioverso proporciona pocos detalles concretos: está claro que fue una batalla larga, indecisa y sangrienta. conflicto, que probablemente tuvo lugar al sur o al este de Sufetula a finales de 546 o principios de 547. Finalmente, los bizantinos prevalecieron y hicieron retroceder a los moros, rompiendo sus defensas y asaltando su campamento. Según Corippus, Ierna, que era el principal sacerdote del dios Gurzil, fue asesinado mientras intentaba proteger una imagen del dios. Muchos otros líderes tribales cayeron y el resto se dispersó. Los restos de las tribus tripolitanas abandonaron Bizacena y Antalas se vio obligado a deponer las armas. Además, muchos prisioneros fueron liberados del campamento moro, y entre los tesoros capturados estaban los estandartes militares perdidos por Salomón en Cilio en 544. Estos fueron enviados a Constantinopla, mientras Troglita realizaba una entrada triunfal en Cartago.

### Levantamiento en Tripolitania
Con esta victoria, la guerra parecía ganada y la paz restablecida en África. Unos meses más tarde, sin embargo, las tribus de Tripolitania se volvieron a reunir y formaron una coalición bajo el mando del rey de los Ifuraces, Carcasan. Después de asaltar Tripolitania, giraron hacia el oeste para asaltar Bizacena nuevamente. Notificado de esto por Rufinus, el dux de Tripolitania, Troglita salió a su encuentro. Mientras tanto, el ejército bizantino se había debilitado por la necesidad de reforzar a Belisario contra los godos en Italia: de los nueve regimientos que Troglita había traído consigo desde Constantinopla, tres fueron enviados a Italia. Los moros bajo Antalas permanecieron hostiles aunque no se unieron de inmediato al conflicto por el momento, pero los bizantinos se vieron privados de los servicios de Ifisdaias, quien se negó a comprometer a sus hombres. A pesar del caluroso verano, Troglita hizo marchar rápidamente a sus hombres hasta el límite sur de Bizacena, a lo largo del borde del desierto, con la esperanza de encontrar allí a los moros y evitar que la sufrida provincia volviera a ser devastada. Los moros inicialmente se retiraron al árido interior, con la esperanza de sacárselo de encima, pero el ejército de Troglita, acompañado de una caravana con agua y provisiones, los siguió hasta el desierto. Ambos ejércitos padecieron sed y hambre, y el descontento se extendió entre los soldados bizantinos. Finalmente, casi estalló un motín cuando una epidemia mató a una gran parte de los caballos del ejército, lo que obligó a Troglita a girar de nuevo hacia el norte, hacia la costa.
Allí, Troglita se colocó entre la meseta de Matmata (Matmata, Túnez) y la costa, y esperó a los moros. También envió barcos para traer provisiones, pero los vientos adversos lo hicieron imposible. Cuando el ejército moro apareció cerca, también exhausto por el hambre, se dirigió a unas fuentes de agua, a las que Troglita se dispuso a llegar primero. Los bizantinos acamparon en Marta en el distrito de Gallica, donde se inició la batalla. Fue una derrota desastrosa para los bizantinos, cuyo ejército se rompió y huyó. Corippus, posiblemente en un intento de exculpar a su héroe Troglita, atribuye la derrota a la indisciplina de algunos soldados, que atacaron al enemigo antes de que el ejército estuviera listo, lo que provocó un enfrentamiento fragmentario y desorganizado. Según el relato de Corippus, los aliados moros de los bizantinos entraron en pánico primero y se retiraron, provocando la desintegración de todo el ejército, a pesar de la intervención personal de Troglita y los otros líderes bizantinos.

### Reanudación del levantamiento morisco en Bizacena
Tras esta derrota, Troglita huyó a Iunci (actual Bordj Younga, 9 km al sur de Mahares), donde comenzó a reagruparse. los supervivientes. Sin embargo, las pérdidas fueron tan altas y la moral del ejército tan baja que pronto se vio obligado a retirarse más al norte, a la fortaleza de Laribus (el moderno pueblo de Lorbeus, cerca de El Kef), donde comenzó a reunir a su ejército. Al enterarse de la batalla, Antalas se levantó de inmediato y se unió a las tribus tripolitanas, mientras los aliados de los bizantinos, Cutzinas e Ifisdaias, peleaban entre ellos. Durante el resto de 547, los moros tuvieron libertad para atacar África, llegando incluso a las inmediaciones de Cartago.
Troglita no permaneció inactiva: desde Cartago, el prefecto del pretorio Athanasius y el joven hijo de Troglita organizaron refuerzos y provisiones para el campamento en Laribus, mientras que el propio Troglita logró no solo reconciliar a Cutzinas e Ifisdaias, sino también en ganar la lealtad del rey Iaudas y su tribu. En la primavera de 548, Troglita, habiendo reagrupado sus fuerzas, se reunió con sus aliados moros en la llanura de Arsuris en el límite norte de Bizacena. Corippus da números extraordinarios para los contingentes nativos proporcionados por cada jefe: 30.000 para Cutzinas, 100.000 para Ifisdaias y 12.000 bajo el hermano de Iaudas. Cualesquiera que sean los números reales, parece claro que las tropas regulares de Troglita formaban la porción menor del ejército imperial.

### Derrota final de la revuelta
Las tribus, bajo el liderazgo de Carcasan y Antalas, habían acampado en el centro de Bizacena, en la llanura de Mamma o Mammes. Carcasan, confiado tras su victoria del año anterior, quiso enfrentarse de inmediato al ejército imperial, pero dio la casualidad de que cedió el paso a Antalas, que propugnaba la táctica mora, más cautelosa y probada, de retirarse y arrastrar a los bizantinos al interior, forzando marchar lejos de sus bases de abastecimiento y a través de un país devastado, agotándolos y desmoralizándolos. Los rebeldes se retiraron así al sur y al este, llegando a Iunci después de diez días. El ejército de Troglita los persiguió a cierta distancia, intercambiando sólo algunos golpes con la retaguardia de las tribus. Sin embargo, una vez que el ejército bizantino llegó a la llanura ante Iunci y acampó, los moros se retiraron nuevamente al interior montañoso. Habiendo sido informado por un espía de la estrategia de su enemigo, Troglita se negó a seguir y permaneció acampado cerca del puerto de Lariscus, desde donde podía reabastecerse fácilmente. Sin embargo, el descontento creció entre los soldados, que no comprendían las reticencias de su líder a luchar: el ejército se amotinó y atacó la tienda de Troglita, que apenas pudo escapar. Gracias a los contingentes moros aliados, que se mantuvieron firmes, Troglita pudo volver a imponer el control sobre sus hombres.
Troglita ahora movió su ejército para enfrentarse al enemigo, que estaba acampado en una llanura llamada Campos de Cato. El campamento moro había sido fuertemente fortificado y Troglita se mostró reacio a lanzar un asalto directo. Por lo tanto, la bloqueó, esperando que el hambre obligara a los moros a luchar contra él en batalla abierta. Para alentarlos aún más, contuvo a sus hombres, fingiendo renuencia a luchar. El plan de Troglita funcionó: animados por los sacrificios a sus dioses y con la esperanza de atrapar al ejército imperial desprevenido, los moros atacaron el campamento bizantino un domingo. La batalla estuvo pendiente durante mucho tiempo, con muchos muertos en ambos lados, pero finalmente los bizantinos ganaron la partida. En este punto, Carcasan reunió sus fuerzas y lanzó un feroz contraataque, pero fue asesinado por el propio Troglita. Al ver caer a su líder, los moros se rompieron y huyeron. La batalla fue un éxito rotundo para los bizantinos: diecisiete de los principales líderes moros murieron, las tribus tripolitanas fueron diezmadas y se retiraron al desierto, y Antalas y sus seguidores se sometieron a Troglita. Finalmente se aseguraron Bizacena, Numidia y Tripolitania, y se inauguró un período de paz que duró los siguientes catorce años, hasta 562.

### Actividades posteriores
Aproximadamente en este momento, Troglita parece haber sido ascendido al rango honorífico de la corte de patricius, como lo atestigua el historiador del siglo VI Jordanes (Romana 385). Permaneció al mando en África durante al menos otros cuatro años, comenzando el difícil trabajo de reconstrucción. Troglita restableció el aparato administrativo civil como lo concibió originalmente el emperador Justiniano en 533, compartiendo su autoridad con el prefecto Atanasio. Las fortificaciones provinciales construidas por Salomón fueron restauradas y las tribus moras sometidas regresaron cuidadosamente a un estado de vasallaje como foederati imperiales. Según el erudito Juan B. Bury, el historial de Troglita en el restablecimiento del orden y la tranquilidad en la conflictiva provincia lo convierte, junto con Belisario y Salomón, en "el tercer héroe de la reocupación imperial de África".
El éxito de Troglita en la restauración de la paz en África se puede ver en el hecho de que a finales de 551, cuando Totila, rey de los ostrogodos, capturó Cerdeña y Córcega, Troglita pudo ahorrar suficientes fuerzas y enviar una flota para recuperarlas, aunque sin éxito. Se desconoce la fecha exacta de la muerte de Troglita, pero lo más probable es que muriera en 552 o poco después.